# Авганистан на Летњим олимпијским играма 2016.
Авганистан је на свом четрнаестом учествовању на Летњим олимпијским играма у Рио де Жанеиру послао троје учесника (2 мушкараца и 1 жена), који су се такмичили у два индивидуална спорта.
Заставу Авганистана на свечаном отварању Олимпијских игара 2016. носио је репрезентативац у џуду Мухамед Тофик Бакши.
На овим играма спортисти Авганистана нису освојили ниједну медаљу.
Атлетичарка Камија Јусуфи оборила је национални рекорд на 100 метара.

## Спортисти Авганистана по дисциплинама
| Спорт      | Мушкарци | Жене | Укупно |
| ---------- | -------- | ---- | ------ |
| Атлетика   | 1        | 1    | 2      |
| Џудо       | 1        | 0    | 1      |
| Укупно (2) | 2        | 1    | 3      |

## Резултати по дисциплинама

### Атлетика
Представници Авганистана у атлетским такмичењима нису испинили норме за учешће на Играма, али су искористили ново правило да Национални олимпијски комитети ако немају ниједног спортисту, који је испунио норму, могу послати по једног спортисту у мушкој и женској конкуренцији, без обзира на постигнути резултат. Ово омогућава да сваки НОК има најмање два представника у атлетици на Играма.
Мушкарци
| Атлетичар          | Лични рекорд | Дисциплина | Предтакмичење | Предтакмичење | Група                | Група                | Полуфинале           | Полуфинале           | Финале               | Финале        | Детаљи |
| Атлетичар          | Лични рекорд | Дисциплина | Резултат      | Место         | Резултат             | Место                | Резултат             | Место                | Резултат             | Место         | Детаљи |
| ------------------ | ------------ | ---------- | ------------- | ------------- | -------------------- | -------------------- | -------------------- | -------------------- | -------------------- | ------------- | ------ |
| Абдул Вахид Захири |              | 100 м      | 11,56         | 7. у гр. 1    | Није се квалификовао | Није се квалификовао | Није се квалификовао | Није се квалификовао | Није се квалификовао | 79. / 84 (85) |        |

Жене
| Атлетичарка   | Лични рекорд | Дисциплина | Предтакмичење | Предтакмичење | Група                 | Група                 | Полуфинале            | Полуфинале            | Финале                | Финале   | Детаљи |
| Атлетичарка   | Лични рекорд | Дисциплина | Резултат      | Место         | Резултат              | Место                 | Резултат              | Место                 | Резултат              | Место    | Детаљи |
| ------------- | ------------ | ---------- | ------------- | ------------- | --------------------- | --------------------- | --------------------- | --------------------- | --------------------- | -------- | ------ |
| Камија Јусуфи |              | 100 м      | 14,02 НР      | 8. у гр 1     | Није се квалификовала | Није се квалификовала | Није се квалификовала | Није се квалификовала | Није се квалификовала | 56. / 58 |        |

## Џудо
Мушкарци
Авганистански џудиста Мухамед Тофик Бакши добио је позив да се такмичи у џуду, у полутешкој категорији до 100 кг.
| Џудиста             | Дисциплина | 1. коло                     | 1/8 фин.             | 1/4 фин.             | Полуф.               | Фин.                 | Репасаж 1            | Репасаж 1/4 фин.     | Репасаж полуфинале   | Борба за бронзу      | Поз.       | Детаљи                                    |
| Џудиста             | Дисциплина | Противник Резултат          | Прот. Рез.           | Прот. Рез.           | Прот. Рез.           | Прот. Рез.           | Противник Резултат   | Противник Резултат   | Противник Резултат   | Противник Резултат   | Поз.       | Детаљи                                    |
| ------------------- | ---------- | --------------------------- | -------------------- | -------------------- | -------------------- | -------------------- | -------------------- | -------------------- | -------------------- | -------------------- | ---------- | ----------------------------------------- |
| Мухамед Тофик Бакши | до 100 кг  | Fonseca (POR) · ПОР 000–100 | Није се квалификовао | Није се квалификовао | Није се квалификовао | Није се квалификовао | Није се квалификовао | Није се квалификовао | Није се квалификовао | Није се квалификовао | = 33. / 34 | Архивирано на веб-сајту (20. август 2016) |